# Atac amb míssils de creuer sobre l'Iraq
Els atacs amb míssils de creuer sobre l'Iraq al juny de 1993 es va ordenar pel president dels Estats Units Bill Clinton com a represàlia a l'intent d'assassinat per agents iraquians a l'expresident dels Estats Units George Bush durant una visita a Kuwait l'abril d'aquell mateix any.

## Antecedents
Després de la Guerra del Golf, durant el gener de 1993, es van produir nombrosos atacs aeris de la coalició contra l'Iraq en resposta a les accions d'aquest últim principalment a causa de la Zona d'exclusió aèria al sud de l'Iraq. En la nit del 13 d'abril de 1993, un dia abans que George Bush estava programat per visitar la ciutat de Kuwait per commemorar la victòria aliada contra l'Iraq en la Guerra del Golf, les autoritats kuwaitianes van arrestar 17 persones sospitoses en un complot per matar Bush amb explosius ocults en un Toyota Land Cruiser.
Els kuwaitians van recuperar el Land Cruiser, que contenia entre 80 i 90 quilograms d'explosius plàstics connectats a un detonador. També es van recuperar 10 artefactes explosius de plàstic en forma de cub amb detonadors (el cub-bombes) del Land Cruiser.

## El bombardeig
Bill Clinton estava convençut que l'atac va ser planejat pel servei d'intel·ligència iraquià. En primer lloc, els sospitosos en el complot van fer confessions detallades als agents del FBI a Kuwait, en gran part la verificació que el servei d'intel·ligència iraquià estava darrere de l'atac.
Entre el 26 de juny i el 27 de juny de 1993, 23 míssils BGM-109 Tomahawk van ser llançats per dos vaixells de guerra nord-americanes al centre de Bagdad. Van colpejar un edifici que es creia que era la seu del servei d'intel·ligència iraquià al districte d'Al Mansur de Bagdad. Iraq va afirmar que nou civils van morir en l'atac i tres cases de civils destruïdes. Els míssils van ser disparats des del destructor USS Peterson al mar Roig i el creuer USS Chancellorsville al golf Pèrsic.